# Фітна
Фітна (араб. فتنة, «спокуса», «тест», «випробування»‎‎‎) — найчастіше вживається у значенні «смута», «розбіжність», «розкол» у ісламській спільноті. Вважається, що першою в ісламі фітною була Сіффінська битва у липні 657 р. між військами халіфа Алі ібн Абі Таліба і сирійцями, очолюваними Муавією
У цьому сенсі слово «фітна» згадується в Корані:
|  | Якщо мунафіки виступили б разом з вами у похід, то вони лише внесли б сум'яття, проникли б до ваших лав, бажаючи посіяти між вами смуту |

 (9: 47)

Ісламські вчені, що тлумачать Коран і хадиси Мухаммеда, вважають, що слово фітна має багато значень, зокрема — «помилка», «вбивство», «гріхи»